# 真实的谎言
是一部美国20世纪福克斯电影公司於1994年出品的動作電影。由詹姆斯·卡梅隆编剧并导演，动作巨星阿诺德·施瓦辛格主演。本片改編自法國電影《間諜一家親》，曾获得第67届奥斯卡最佳视觉效果奖提名。1994年度美国十大卖座影片中排名第三，全美票房1.46亿美元，在中國的票房也超过了1亿元。

## 劇情簡介
哈里（阿诺德·施瓦辛格飾演）是一名隸屬於美國國家安全情報組織（Omega Sector）的資深超级特工，精通多國語言並且擁有高技術性的間接手段。哈里及他的同伴們正接受了一個重要任務——調查1個名為「紅蓮聖戰」的恐怖主義組織所策劃的私運核彈頭並於美國發動襲擊的案件。任務期間他認識了「紅蓮聖戰」的重要幹部——表面為古玩商人的朱諾，並為了查緝需要而接近她。基於國家安全問題，哈里一直向妻子海伦（潔美·李·寇蒂斯（Jamie Lee Curtis）飾演）隐瞒自己的真实身份並以一名普通業務員的身份作為隱瞞。十几年平淡的夫妻生活令海伦感到厌倦，这时一个冒充特工的汽車商人西蒙（比爾·派克斯頓扮演）乘机試圖勾引海伦，令她向往刺激的特工生活。哈里及时发现并利用自己的特工手段教訓了西蒙，为满足妻子对特工的好奇，哈里继续这场特工游戏並決定由她承擔1次特工任務，但就在哈里和海伦执行“特殊任务”时，却被一伙「紅蓮聖戰」的成員绑架到位於佛羅里達礁島群的秘密基地，在哈利講解薩利姆擁有的核彈頭型號及資料後，哈利只能向海倫坦白自己的真实身份。「紅蓮聖戰」首領薩利姆錄影了一段電視講話並表示會以核弹相威胁，要求美国政府从波斯湾撤军並啟動基地的核彈頭倒數裝置作為宣示，哈利及海倫試圖逃出時哈利於噴火的油箱車爆炸的一刻及時跳海逃生，而海倫則以為哈利死了並遭朱諾所擒並成為人質乘坐轿车前往美國本土。天亮之時哈利由同伴們接應並得知美國海軍陸戰隊已派出两架AV-8鷂式战斗机前往連結基韋斯特（Key West）與美國本土的跨海大桥阻截恐怖份子，他們成功炸断大桥，截斷了3部裝載核彈頭的貨車的運送路線，而海伦在轿车內突然發難與朱諾搏斗，海倫把朱諾的槍打掉並暫時將她打昏，但轿车因兩人於纏鬥中誤殺了司機而導致失控並全速驶向被炸处，此时哈里施展超级特工的绝世身手，就在轿车即将坠海前的一刹那成功将妻子救出，並與所有參與行動的人員在1個停車場上暫避核彈頭爆炸。但此时哈利又得知薩利姆已到達迈阿密的一座大樓上並绑架了哈利及海倫的女兒達娜，于是他借來1架鷂式战斗机前往营救。经过一番最后的厮杀過後哈里救回達娜並成功打敗薩利姆以及殘存的「紅蓮聖戰」成員彻底挫败了恐怖分子的阴谋。事後哈里繼續擔任特工以保護美國本土安全並接受了新任務，但這次他身邊還有1名搭擋參與——代號「桃樂斯」的海倫。

## 演員
| 演員                                | 角色                            | 角色背景 |
| ----------------------------------- | ------------------------------- | --- |
| 阿諾·史瓦辛格 Arnold Schwarzenegger | 哈利·塔斯克 Harry Tasker        | 男主角，美國國家安全情報組織「」（Omega Sector）的資深超级特工，編號10024，並以一名電腦公司的業務員身份作隱瞞。任務時以倫奎斯特作為隱瞞用的假姓氏，代號「波亞斯」。負責於「紅蓮聖戰」組織任務中走上前線接觸及剿滅此組織。任務期間因為懷疑妻子海倫紅杏出牆而私底下以自身的特工技能教訓勾引海倫的西門，並對海倫問話後得知她的內心想法以及她的愛而決定為她安排「特別任務」。最後成功於「紅蓮聖戰」手上救回家人並再次重聚，而海倫則成為他身邊的任務搭擋。 |
| 潔美·李·寇蒂斯 Jamie Lee Curtis     | 海倫·塔斯克 Helen Tasker        | 女主角，哈利的妻子，為一名秘書。由於與哈利15年的婚姻感到厭倦而意外結識了冒稱特工的西門，令她對特工生涯產生熱誠，但亦因此遭哈利以為她紅杏出牆，甚至被哈利安排了「特別任務」繼續這特工遊戲。於兩人被抓時她得知哈利的真實身份後對他充滿憤怒，但最後她被哈利救出後因自己真心愛哈利而原諒了他。被挾持期間她亦臨危不亂並展現出勇氣對抗朱諾，令她成功錯手殺死司機。事後她亦成為特工與哈利搭擋，代號為哈利當時給予她特別任務時所取的「桃樂斯」。              |
| 湯姆·阿諾德 Tom Arnold              | 阿伯特·吉遜 Albert Gibson       | 美國國家安全情報組織「」（Omega Sector）的資深特工，編號34991，與哈利及海倫份屬好友。平時與哈利進行任務時多以負責後勤支援工作。於「紅蓮聖戰」組織任務中接應及聯絡哈利，亦負責調兵遣將指揮不同單位去剿滅恐怖份子及救回哈利的家人。 |
| 伊麗莎·杜什庫 Eliza Dushku          | 達娜·塔斯克 Dana Tasker         | 哈利及海倫的獨女。現年14歲，正進入反叛期。於後段劇情遭「紅蓮聖戰」首領薩利姆綁架，逃走時更帶走啟動核彈頭倒數裝置的鑰匙，最後由哈利駕駛鷂式戰鬥機所救回。 |
| 比爾·派斯頓 Bill Paxton             | 西門 Simon                      | 膽小如鼠的汽車推銷商人，後來假冒特工身份接近海倫並藉此誘騙她上床，後來遭哈利帶到水壩上教訓一頓並因此嚇到尿褲子。於最後一幕再次登場並此圖泡妞時被海倫以未開啟的唇膏嚇得再次尿褲子並急速逃跑。話雖如此，但他實際上算是令海倫對特工產生興趣、並且成為哈利的搭檔的重要人物。 |
| 阿特·馬里克 Art Malik               | 薩利姆·阿布·阿茲 Salim Abu Aziz | 恐怖組織「紅蓮聖戰」首領。曾經參與多次炸彈襲擊，人稱「沙蜘蛛」。為這次私運核彈頭事件的幕後黑手，並以朱諾的古玩貿易公司工人身份作為隱瞞。劇情後期先後擄走哈利及其家人，但最終仍被哈利打敗，被掛在戰鬥機的導彈上連同導彈一同發射出去與其同黨駕駛的直升機全部炸成碎片。 |
| 蒂亞·卡雷爾 Tia Carrere             | 朱諾·斯基拿 Juno Skinner        | 於羅馬專營波斯古玩貿易的女商人，與恐怖組織「紅蓮聖戰」有關連。協助薩利姆於美國利用古玩走私核彈頭，並負責看守被擒獲的海倫。最後連同失控的轎車及自己所誤殺的司機一同葬身大海。 |
| 葛蘭·海斯洛夫 Grant Heslov          | 費索爾 Faisal                   | 美國國家安全情報組織「」（Omega Sector）的特工，有點愛拍上司馬屁。跟阿伯特一樣平時與哈利進行任務時多以負責後勤支援工作。於「紅蓮聖戰」組織任務中分析情報及假扮新聞台攝影師潛入薩利姆所潛伏的大樓內與哈利裡應外合殺掉大廈內剩餘的「紅蓮聖戰」成員。 |
| 查尔顿·赫斯顿 Charlton Heston       | 斯宾塞 Director Spencer Trilby  | 美國國家安全情報組織「」（Omega Sector）的首長，為哈利、阿伯特及費索爾的上司，左眼戴上眼罩。於「紅蓮聖戰」組織任務中擔任哈利等人的指揮官。 |

## 製作
電影的主體拍攝於1993年8月25日開始，拍攝地包含华盛顿哥伦比亚特区和佛罗里达州。

## 軼事
片尾海倫與哈利夫婦共舞時，海倫跨步「坐在」地上並由哈利牽引並非原本設計的舞步。回看該段舞蹈可見到海倫一時失去重心將手撐在地上，並在第一時間試圖起身，接著改成配合哈利的牽引。2019年潔美·李·寇蒂斯接受《浮華世界》採訪時，表示由於在拍攝該場戲前兩天她練習過度，實際拍攝時她一時腳軟滑倒在地上。而她與阿諾·史瓦辛格兩人有默契的將這意外融入舞步內。寇蒂斯表示：「第二天，我記得起床後想：『哦，我快不能走路了。』我的股四頭肌似乎完蛋了。」、「你會看到在探戈結束時我無法支撐自己，我真的滑倒了。」、「我原先是如此憤怒導演將這段放在電影裡，因為我的自尊心希望這段探戈是非常精彩的，完美地進行收尾。但這場戲真的非常棒，因為這完全符合海倫這個角色的特色，她無論什麼時候總是會犯錯。」

## 性侵犯醜聞
2018年1月13日，伊麗莎·杜什庫於Facebook個人專頁發帖表示於拍攝此電影期間遭到特技协调员乔尔·克莱默（Joel Kramer）侵犯。根據伊麗莎本人所述，乔尔對伊麗莎有特別的關注，直到有1次將伊麗莎引誘到當時位於迈阿密的酒店房間，並全裸地對伊麗莎進行猥褻行為。而且當時伊麗莎只得12歲，而乔尔則已經36歲。

## 外部連結
- 互联网电影数据库（IMDb）上《真实的谎言》的资料（英文）
- AllMovie上《真实的谎言》的资料（英文）
- Box Office Mojo上《真实的谎言》的資料（英文）
- 豆瓣电影上《真实的谎言》的資料 （简体中文）
- 爛番茄上《真实的谎言》的資料（英文）
- Metacritic上《真实的谎言》的資料（英文）